# Паимбу
Паимбу — река в России, в Эвенкийском районе Красноярского края.

## География и гидрология
Исток расположен в горах юго-западнее хребта Урэми на высоте около 420 метров. Впадает в Чуню по правому берегу, в 243 км от устья. Общая протяжённость реки составляет 201 км, площадь водосборного бассейна 4370 км².
Притоки:
- правые: Копо, Аякта, Сенган, Юктали
- левые: Укчэ, Левая Паимбу

Система водного объекта: Чуня → Подкаменная Тунгуска → Енисей → Карское море.

## Данные водного реестра
По данным государственного водного реестра России относится к Енисейскому бассейновому округу, речной бассейн реки — Енисей, речной подбассейн — Подкаменная Тунгуска. Водохозяйственный участок реки — река Чуня.
По данным геоинформационной системы водохозяйственного районирования территории РФ, подготовленной Федеральным агентством водных ресурсов:
- Код водного объекта в государственном водном реестре — 17010500212116100044509
- Код по гидрологической изученности (ГИ) — 116104450
- Код бассейна — 17.01.05.002
- Номер тома по ГИ — 16
- Выпуск по ГИ — 1